# Путеводная Звезда (посёлок)
Путеводная Звезда (бел. Пуцяво́дная Звязда́; до 1964 года — Клин) — посёлок в Шарпиловском сельсовете Гомельского района Гомельской области Республики Беларусь.
На юге граничит с лесом.

## География

### Расположение
В 29 км на юго-запад от Гомеля.

### Гидрография
На севере мелиоративный канал. Недалеко расположено Михайловское водохранилище (водоток / бассейн — Рудня-Маримоновский и Трояновский каналы).

## Транспортная сеть
Транспортные связи по просёлочной, затем автомобильной дороге Новая Гута — Гомель. Планировка состоит из прямолинейной улицы, ориентированной с юго-востока на северо-запад и застроенной деревянными домами усадебного типа.

## Этимология
В обиходе эти места когда-то назывались Великим Лесом. В начале прошлого века жители окрестных деревень Шарпиловка и Новые Дятловичи стали осваивать территорию — строить дома и обрабатывать землю. Жители двух деревень селились по соседству. Впоследствии это сыграло роль и в истории названий, первым из которых был Клин.
Но в какой-то момент местные захотели, как сказали бы сейчас, провести ребрендинг. Выходцы из Новых Дятловичей постановили, что их деревня будет называться Михайловском. Жителей Шарпиловки потянуло на лирику, и на местном «небосклоне» появилась ещё одна Путеводная Звезда. Это название сегодня есть на табличках, крепящихся к домам. Хотя фактически деревни — "близнецы", объединенные в одном населённом пункте.

## История
Основан в начале XX века переселенцами из соседних деревень. В 1926 году в Объединённо-поселковом сельсовете Дятловичского района Гомельского округа.
В 1931 году жители вступили в колхоз. В 1959 году в составе совхоза «Междуречья» (центр — деревня Шарпиловка).

## Население
- 1926 год — 12 дворов, 61 житель
- 1959 год — 133 жителя (согласно переписи)
- 2004 год — 15 хозяйств, 22 жителя
- 2009 год — 23 жителей (перепись населения)[3]
- 2019 год — 15 жителей (перепись населения)

## Галерея

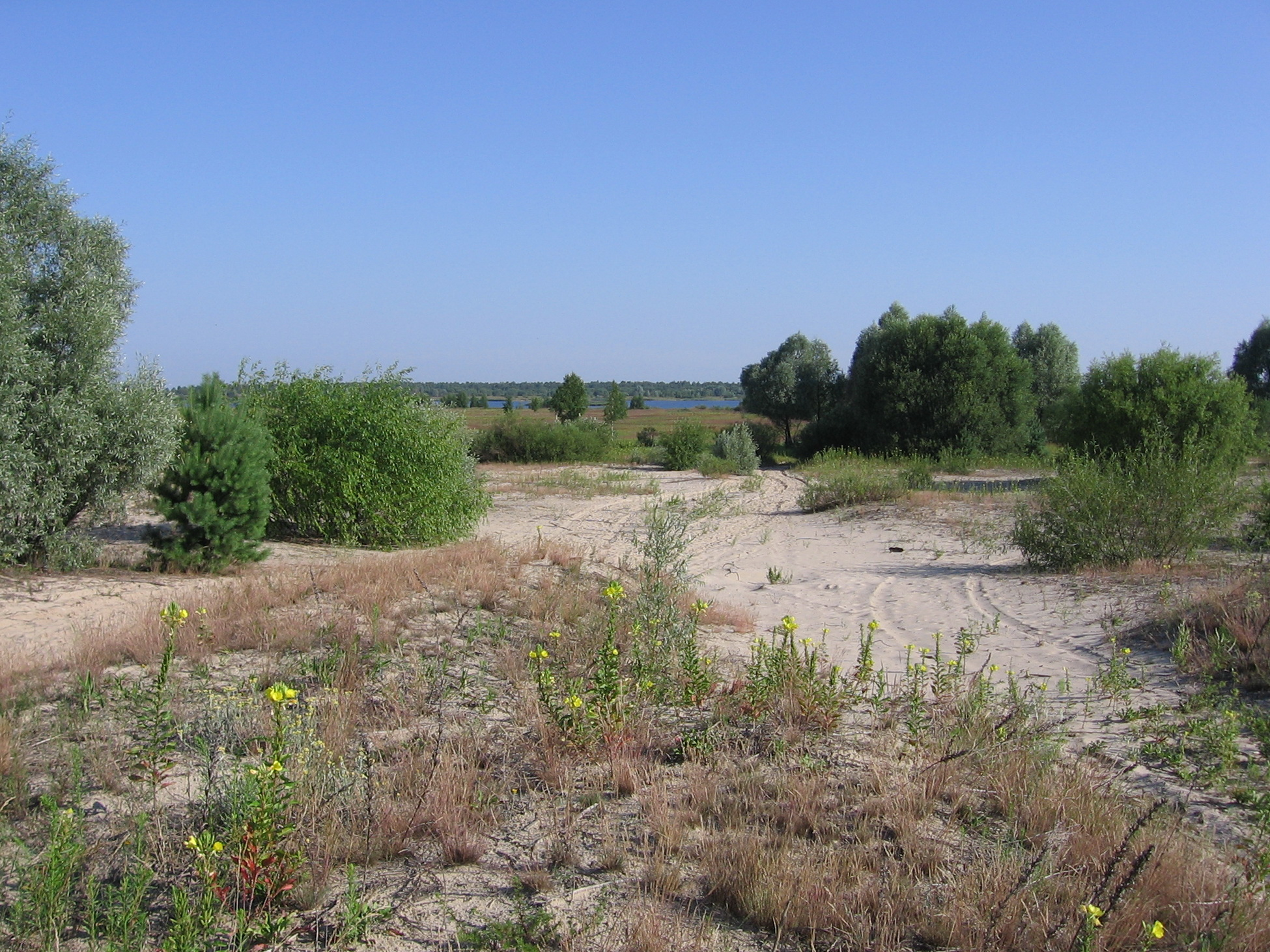
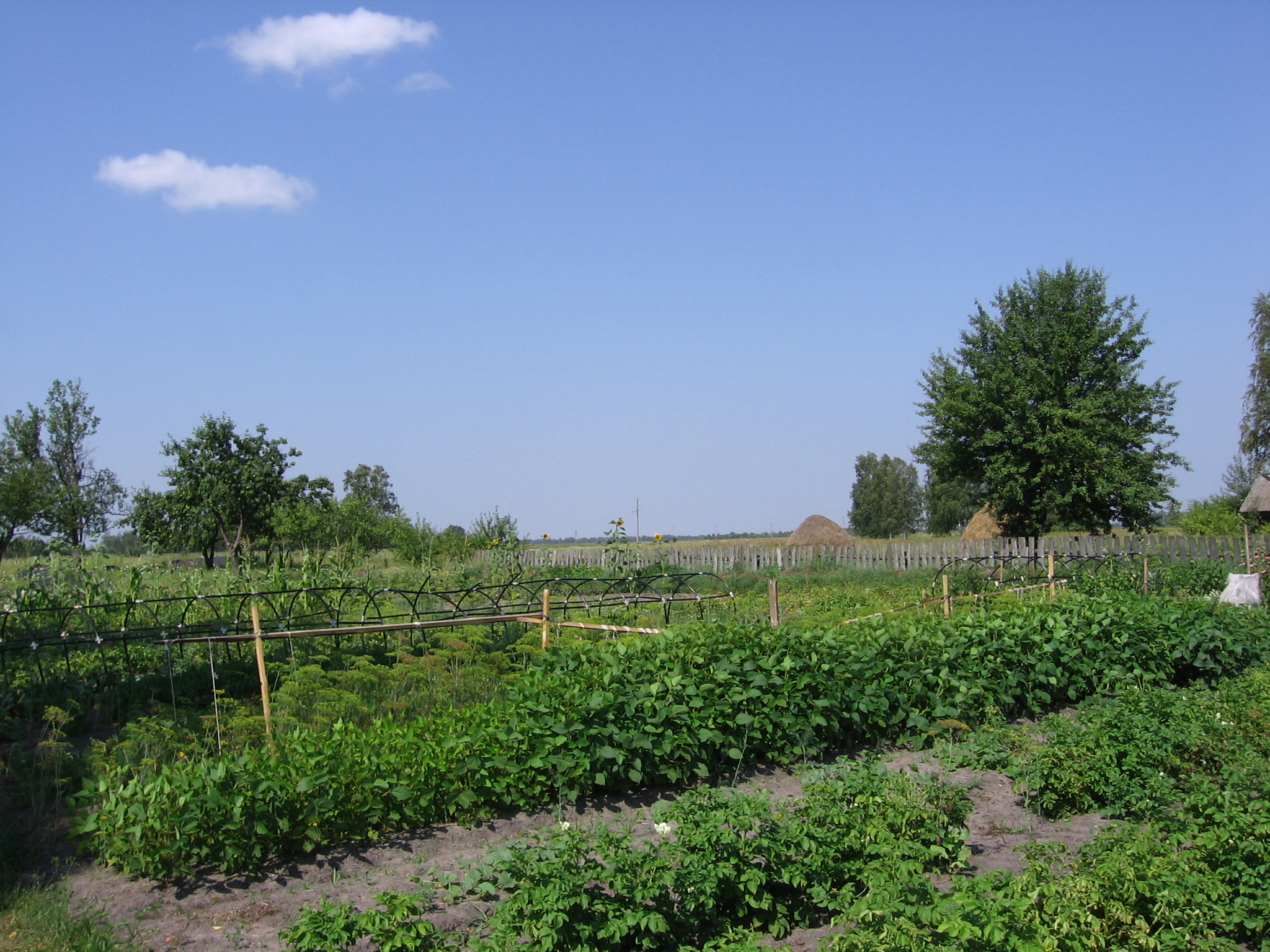